# Цогт
Цогт (монг. Цогт) — сомон аймака Говь-Алтай в юго-западной части Монголии, площадь которого составляет 16 618 км². Численность населения по данным 2009 года составила 3 697 человек.
Центр сомона — посёлок Тахилт, расположенный в 190 километрах от административного центра аймака — города Алтай и в 1050 километрах от столицы страны — Улан-Батора.

## География
Сомон расположен в юго-западной части Монголии. Имеет границу с Китайской Народной Республикой. На территории Цогта располагаются горы Бурханбуудай, Ул (0л), Атас богд, протекают реки Сагсай, Тахилт, Гашуун.
Из полезных ископаемых в сомоне встречаются каменный уголь, драгоценные камни, шпат, химическое и строительное сырье.

## Климат
Климат резко континентальный. Средняя температура января -20 градусов, июля +16-26 градусов. Ежегодная норма осадков 50-100 мм.

## Фауна
Животный мир Цогта представлен лисами, волками, манулами, косулями, аргалями, дикими козами, зайцами, тарбаганами, кабанами.

## Инфраструктура
В сомоне есть школа, больница, турбазы.